# Abdul Hamid
Mohammad Abdul Hamid (em bengali:  আব্দুল হামিদ; nascido: 1 de janeiro de 1944) é um político bengali que foi o 20.º presidente de Bangladesh, entre 2013 e 2023. Anteriormente, foi vice-presidente do seu país de 25 de janeiro de 2009 a 24 de abril de 2013, também foi o presidente-interino após a morte de Zillur Rahman em março de 2013. Anteriormente, ele atuou como Presidente do Parlamento Nacional de janeiro de 2009 a abril de 2013. Ele é o presidente mais antigo da história do Bangladesh.

## Biografia
Hamid nasceu na vila de Kamalpur. Ele começou sua educação infantil na escola primária da aldeia. Depois de terminar o ensino fundamental, ele foi para a casa de seu parente em Bhairabpur, Bhairab, e se juntou a Bhairab K.B. Pilot High School para o ensino médio. Hamid graduou-se em artes na Gurudayal Government College em Kishoreganj. Ele obteve o Bacharelado em Direito pela Central Law College, na Universidade de Dhaka. Ele então se juntou ao Bar Kishoregonj como advogado. Foi presidente da Ordem dos Advogados do Distrito de Kishoregonj por 5 vezes durante o período de 1990-96.